# 穆罕默德·赛义德·福法纳
穆罕默德·赛義德·福法纳（英語：Mohamed Said Fofana，1952年—），幾內亞政治家，前幾內亞总理。
| 前任： 讓-瑪麗·多雷 | 幾內亞總理 2010年－2015年 | 繼任： 馬馬迪·尤拉 |